# Biserica „Sfânta Cuvioasă Paraschiva” din Sipoteni
Biserica „Sf. Cuvioasă Paraschiva” este o biserică amplasată în Sipoteni, raionul Călărași, Republica Moldova. Este un monument arhitectural de importanță națională inclus în Registrul monumentelor Republicii Moldova ocrotite de stat cu nr. 228 (raionul Călărași). Datează din 1862.